# Chambre de commerce et d’industrie de la Moselle

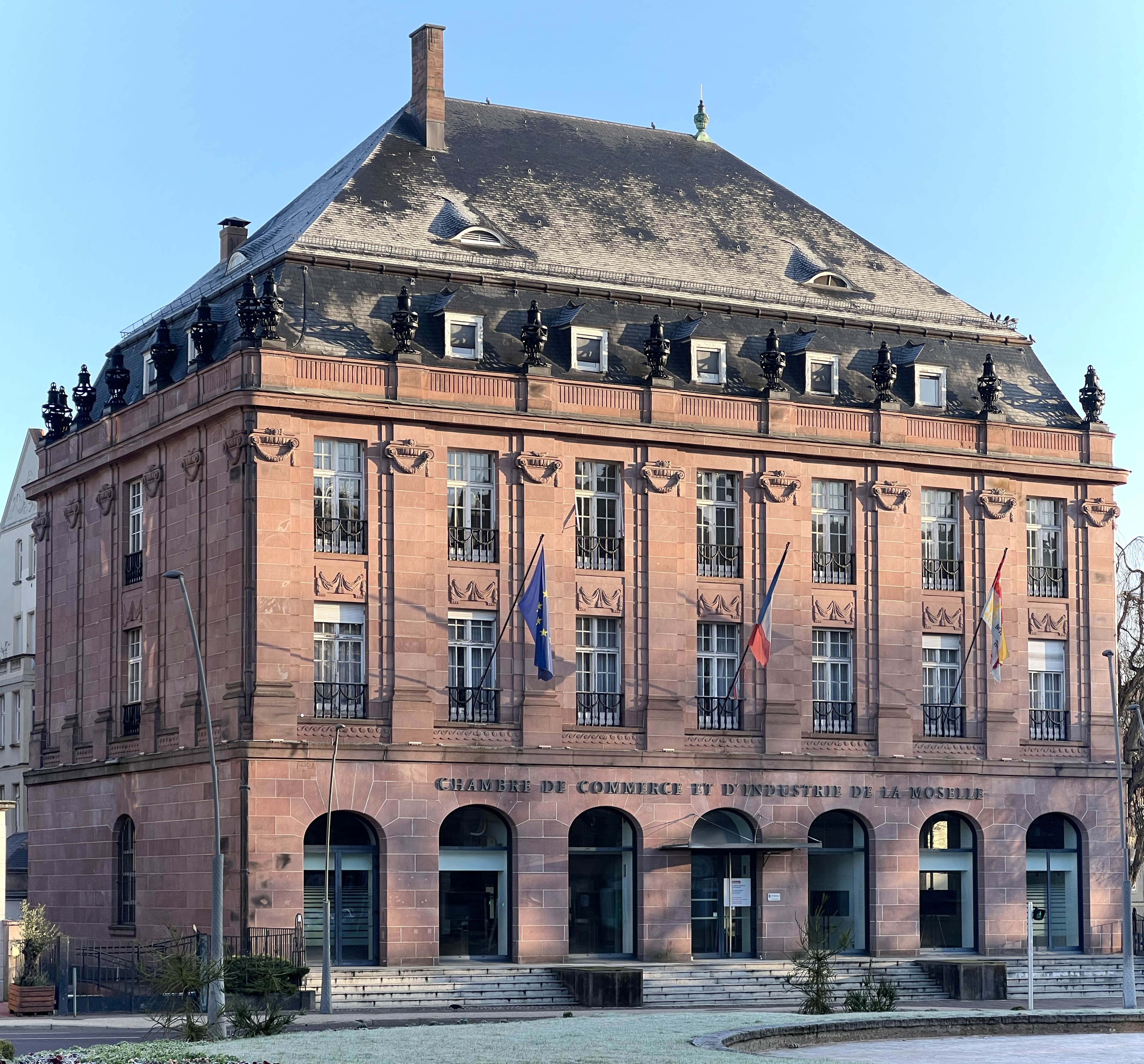
Gebäude der Handelskammer in Metz

Die Chambre de commerce et d’industrie de la Moselle (CCI) ist die Industrie- und Handelskammer für das französische Département Moselle, die ihren Sitz im Gebäude Avenue Foch 10-12 in Metz hat. Außerdem bestehen Niederlassungen der Kammer in Forbach, Thionville und Sarrebourg. Sie ist Teil der Chambre régionale de commerce et d’industrie de Lorraine also der Industrie- und Handelskammer für Lothringen.

## Geschichte
Durch Gesetz vom 12. April 1803 wurden in verschiedenen französischen Städten, darunter Metz, Gewerbe- und Industriekammern unter dem Namen Chambres consultatives de manufactures, fabriques, arts et métiers eingerichtet. Die 6 Mitglieder dieser Kammer in Metz wurden am 2. April 1804 gewählt und am 24. Juni vereidigt. Nach nur einer Sitzung schlief die Kammer ein.
Die heutige Kammer wurde 1815 als Chambre de commerce de Metz (Handelskammer Metz) gegründet. Rechtsgrundlage war das Kaiserliche Dekret (No. 172) Décret impérial portant qu´il y aura uns Chambre de Commerce dans la ville de Metz vom 19. Mai 1815.
Die Bildung der Kammer wurde durch die politischen Wirren verzögert. Die Herrschaft der Hundert Tage endete und Ludwig XVIII. wurde wieder als französischer König eingesetzt. König Ludwig bestätigte jedoch mit königlicher Ordonnanz vom 24. Oktober 1815 die Bildung der Metzer Handelskammer und so erfolgte am 30. Dezember 1815 unter dem Vorsitz des Präfekten Baron de Lachadenède die erste Wahl der Mitglieder der Handelskammer.
Wahlberechtigt waren 53 Notabeln der Stadt. Gewählt wurden
1. Chedeaux, Kaufmann
2. Simon, Bankier
3. Chéron, Kaufmann
4. Dorr, Vizepräsident des Handelsgerichtes
5. Bodard, Kaufmann
6. Bougleur, Waren-Kommissionär
7. Gourgeon, Kaufmann
8. François de Wendel, Hüttenbesitzer und Abgeordneter
9. Aertz, Tuchhändler

Zunächst war der Wirkungskreis der Kammer nur auf die Stadt Metz beschränkt, ab 1820 war sie für das ganze Département Moselle zuständig.
Mit königlicher Ordonnanz vom 16. Juni 1832 wurde das Wahlverfahren geändert. Wahlberechtigt waren nun die Mitglieder des Handelsgerichtes, der Handelskammer und des Gewerbegerichtes sowie 20 Notabeln, die zur Hälfte durch das Handelsgericht und zur Hälfte durch die Handelskammer zu wählen waren. Die Wahlperiode betrug ein Jahr. Mitglieder der Handelskammer konnten nur einmal wiedergewählt werden und mussten dann mindestens ein Jahr pausieren, bevor sie erneut kandidieren konnten.
1848 wurde die allgemeine Wahl eingeführt: Alle Gewerbesteuerzahler hatten das Wahlrecht, sofern sie mindestens ein Jahr lang Gewerbesteuer gezahlt hatten. Auch in Frankreich begann die Reaktionsära schnell: Mit Dekreten vom 3. September 1851 und 30. August 1852 wurde die Notabeln-Wahl wieder eingeführt. Nun wurden die Mitglieder auf 6 Jahre gewählt. Alle zwei Jahre schied ein Drittel (der 9 Mitglieder) aus und wurde neu gewählt. Wiederwahl war nun zulässig. Nun durften die Handelskammern auch korrespondierende Mitglieder ernennen.
Diese Regelungen galten über die Annexion Lothringens durch das Deutsche Kaiserreich 1871 hinaus. Erst 1897 wurde das Wahlrecht für die deutschen Handelskammern mit Reichsgesetz vom 9. Juni 1896 neu gefasst. Wahlberechtigt waren nun alle Gewerbesteuerzahler, bei denen die Bemessungsgrundlage mindestens 6.000 Mark betrug. Diese mussten auch anteilig nach ihrem Gewerbesteueraufkommen die Kosten der Kammer tragen. Die Zahl der Mitglieder der Kammer stieg von 9 auf 24 die in 8 Wahlkreisen (die den Landkreisen entsprachen; mit der Teilung des Landkreises Diedenhofen stieg die Zahl der Wahlkreise auf 9) gewählt wurden.
Ab 1911 wählte die Handelskammer gemäß Verfassung des Reichslandes Elsaß-Lothringen vom 31. Mai 1911 ein Mitglied der ersten Kammer des Landtags des Reichslandes Elsaß-Lothringen. Gewählt wurde der Präsident der Kammer, der Metzer Industrielle Theodor Müller.

## Aufgaben
Die Kammer vertritt die Interessen von Industrie, Handel und Gewerbe und erbringt für die Mitgliedsunternehmen eine Reihe von Dienstleistungen. Wie alle CCI untersteht auch die Straßburger Kammer einerseits dem Finanzministerium und dem Wirtschaftsministerium.

### Aus- und Weiterbildungseinrichtungen der Kammer
- CCI Formation
- Centre de formation d’apprentis
- ESIDEC, École supérieure internationale de commerce spezialisiert auf Management-Schulungen in den Bereichen Logistik, Industrie, Marketing und Einkauf

## Präsidenten der Handelskammer
- Pierre Joseph Chedeaux (1815–1820)
- Dorr (1820–1823)
- Chedeaux (1823–1826)
- Dorr (1826–1829)
- Bompard (1829–1830)
- Huart (1830–1835)
- Dubuisson (1835–1838)
- Jean Aimé Le Monnier (1838–1839)
- Bompard (1839–1840)
- Debraix (1840–1841)
- Simon (1841–1842)
- Le Monnier (1842–1843)
- Emile Bouchotte (1843–1845)
- Simon (1844–1850)
- Emile Bouchotte (1850–1852)
- Gougeon (1852–1861)
- Bastien (1861–1872)
- Paul Bezanson (1872–1882)
- Mayer (1882–1897)
- Humbert (1897–1899)
- Lallement (1899–1907)
- Theodor Müller (1907– )
- Philippe Guillaume (akt.)

## Das Gebäude
Die Handelskammer tagte zunächst in den Räumen der Präfektur und dem Privathaus des Präsidenten Chedeaux. Ab dem 13. Januar 1817 nutzte man die Räume des Handelsgerichts. 1853 wechselte man vom Handelsgericht (das im Haus der Korporationen der Kaufmannschaft in der Ziegengasse seinen Sitz hatte) in der Justizpalast. Entgegen dem wohlklingenden Namen des neuen Gebäudes war dies nach Meinung der Kammer eine deutliche Verschlechterung und man vertraute dem Versprechen des Präfekten, diese Räumlichkeiten seien nur „vorübergehend“ zu nutzen. Die Nutzung der Räume im Obergeschoss des Justizgebäudes sollten aber über ein halbes Jahrhundert andauern.
1901 wurde ein Neubau geplant. Als aber 1907 das bisher von der Deutschen Reichsbank (als Staatsbank des Deutschen Reichs) für ihre örtliche Reichsbank-Stelle Metz genutzte Gebäude Bankstraße 20 zum Verkauf stand, entschied man sich, dieses zu erwerben und umzubauen. Die Kosten betrugen 75.000 Mark für den Kauf und 15.000 Mark für den Umbau.
Als nach dem Ende des Ersten Weltkriegs bei der Rückgabe von Elsass-Lothringen an die Republik Frankreich der 1907 bezogene Neubau der Reichsbank-Stelle Metz frei wurde, entschied sich die Handelskammer zur Übernahme der Immobilie. Dieses Bankgebäude war 1905–1907 durch die Architekten Curjel & Moser (Karlsruhe und Basel) für die Reichsbank erbaut worden; die Fassade aus rotem Sandstein ist im neoklassizistischen Stil gehalten.